# 曹光彪
曹光彪，SBS（1917年11月24日—2021年3月12日），祖籍浙江宁波鄞县下应镇潘火乡（现属鄞州区），香港纺织业的著名企业家，有“香港毛氈大王”，“世界毛氈大王” 之称。先後創辦「香洲毛紡廠」、「南海毛紡廠」、「港龍航空公司」、「港澳國際有限公司」和「永新集團」等著名企業。

## 生平
曹光彪於上海出生，7歲開始就讀明德小學，每天放學後就到父親在棋盤街開設的鴻祥呢絨店學做生意（父親亦於上海金陵東路菜市街經營服裝店）。曹光彪以優異的成績考進明強中學。17歲時因母親去世、父親多病，店裏的生意不景氣，債臺高築，迫得中途退學，回家掌管商店的業務。但他仍能於1937年至1938年間入讀上海青年會中學高中部。抗戰勝利後，鴻祥呢絨店在台北、南京、重慶等地開設分店，更在上海建立毛氈廠，生產的凡立丁暢銷全國。2021年3月12日凌晨2时26分於香港港安醫院逝世，終年104歲。

## 家族
其孫女婿韓福南（55歲）（英語︰Paul Heffner）疑受金錢問題困擾，於2021年1月1日在西貢車內燒炭自殺身亡。

## 榮譽
2002年，獲頒香港銀紫荊星勳章。
2004年，榮獲美國沃頓商學院院長勳章。

## 曾經擔任的公職
曹光彪曾任中國國務院港事顧問、香港特別行政區第一屆政府推選委員會委員。其女为前澳门特别行政区立法会主席曹其真。

## 曹光彪星命名的經過
1999年4月，經國際小行星中心（MPC）和國際小行星命名委員會批准，由中國科學院紫金山天文臺發現編號為4566號小行星命名為「曹光彪星」。

## 名下馬匹
曹光彪為香港賽馬會會員，名下賽駒（除「永新勝利」外）大部分以「威」字為名，包括「威利」、「威飛」、「威朗」、「威靈」、「威騏」、「威領」、「威順」、「威成」、「威飛勝」、「威飛達」、「永新勝利」、「威水」、「威龍」、「威信」、「威勢」、「威名」、「威權」。
另外，曹光彪兒子曹其東亦是馬主，與余鵬春、董吳玲玲合夥擁有「明月生輝」。

## 外部連結
- 中大創業中心簡歷 （页面存档备份，存于）
- 香港賽馬會 （页面存档备份，存于）